# El fin justifica los medios

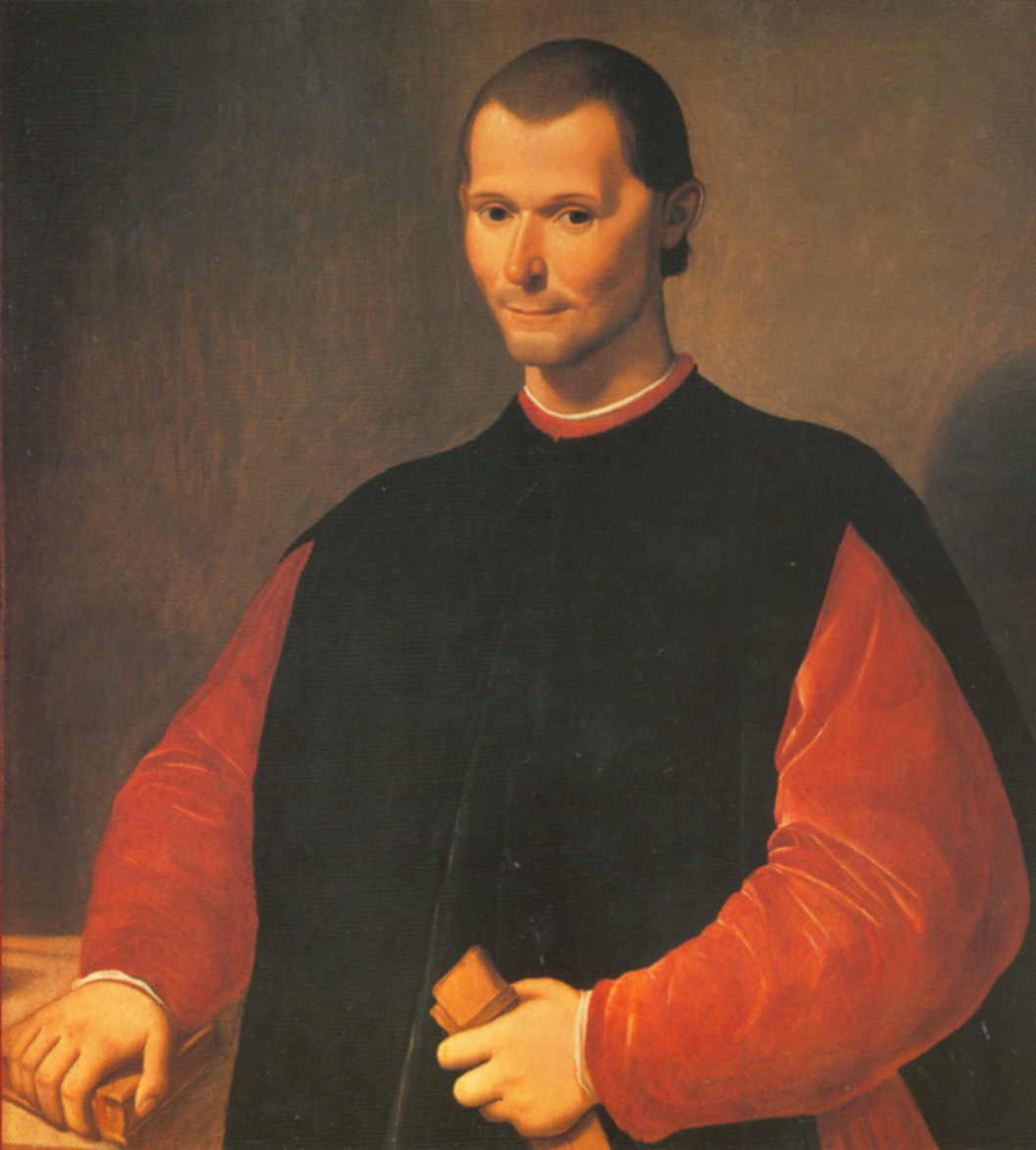
Nicolás Maquiavelo

«El fin justifica los medios» es una frase hecha que está presente en varios idiomas modernos y que tiene aplicación en la política, los negocios o en cuestiones éticas. Significa que cuando el objetivo final es importante, cualquier medio para lograrlo es válido, incluso aquellos que se consideren poco honestos, o que sean moral, ética, o legalmente cuestionables. La frase es atribuida principalmente al filósofo político italiano Nicolás Maquiavelo, aunque en realidad su origen es controvertido, siendo atribuida también a Ignacio de Loyola, Thomas Hobbes, Napoleón o Hermann Busenbaum.
Varios escritores jesuitas elaboraron textos cuyos contenidos han sido interpretados por algunos críticos como apología de que «el fin justifica los medios». A Baltasar Gracián se debe la frase «Todo lo dora un buen fin, aunque lo desmientan los desaciertos de los medios», en su obra Oráculo manual y arte de prudencia (1647), y Hermann Busenbaum escribió «Cuando el fin es lícito, también los medios son lícitos» (latín: cum finis est licitus, etiam media sunt licita) en un manual de teología moral de 1650. Diversas personas han defendido a la Compañía de Jesús y alegan que los jesuitas jamás enseñaron que se puedan emplear medios inmorales para obtener un buen fin. En el Catecismo de la Iglesia Católica se especifica que «El fin no justifica los medios».